# Liste der Monuments historiques in Hesse
Die Liste der Monuments historiques in Hesse führt die Monuments historiques in der französischen Gemeinde Hesse auf.

## Liste der Bauwerke
| Bezeichnung       | Beschreibung                                                            | Standort               | Kennzeichnung | Schutzstatus | Datum | Bild           |
| ----------------- | ----------------------------------------------------------------------- | ---------------------- | ------------- | ------------ | ----- | -------------- |
| Kirche St-Laurent | ehemals Abteikirche eines Benediktinerklosters; aus dem 12. Jahrhundert | Rue de l’Église (Lage) | PA00106785    | Classé       | 1874  | weitere Bilder |

## Liste der Objekte
| Bezeichnung                | Beschreibung                                                                                 | Standort                        | Kennzeichnung | Schutzstatus | Datum | Bild |
| -------------------------- | -------------------------------------------------------------------------------------------- | ------------------------------- | ------------- | ------------ | ----- | ---- |
| Seitenaltar                | Altartisch mit Altaraufbau und Tabernakel; Holz, farbig gefasst, Anfang des 18. Jahrhunderts | in der Kirche St-Laurent (Lage) | PM57000791    | Inscrit      | 2010  |      |
| Skulptur Madonna mit Kind  | Eichenholz, farbig gefasst und vergoldet, 18. Jahrhundert                                    | in der Kirche St-Laurent (Lage) | PM57000792    | Inscrit      | 2010  |      |
| Orgel                      | Haupteintrag für PM57000097                                                                  | in der Kirche St-Laurent (Lage) | PM57000729    | Classé       | 1989  |      |
| Instrumentalteil der Orgel | 1862 von Jean Nicolas Hesse gebaut                                                           | in der Kirche St-Laurent (Lage) | PM57000097    | Classé       | 1989  |      |